# Конёк-Горбунок
«Конёк-Горбуно́к» — русская литературная сказка в стихах, написанная П. П. Ершовым в 1830-х годах. Главные персонажи — крестьянский сын Иванушка-дурачок и волшебный конёк-горбунок.
Это классическое произведение русской детской литературы написано четырёхстопным хореем с па́рной рифмовкой. Лёгкость стиха, множество метких выражений, элементы едкой социальной сатиры определили популярность этой сказочной поэмы и среди взрослых. В СССР «Конёк-Горбунок» был переведён на 27 языков населяющих страну народов и напечатан общим тиражом 7 млн экземпляров:75. В Ишимском музейном комплексе им. П. П. Ершова собрана коллекция изданий «Конька-горбунка», включающая переводы на некоторые языки остального мира (в том числе: английский, французский, японский):137. До 1917 года сказка переиздавалась 26 раз, в СССР она выдержала более 130 изданий.

## История создания

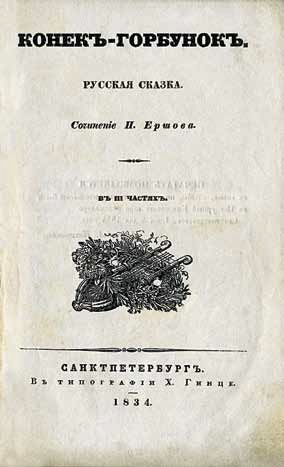
Первое издание сказки (1834 год)

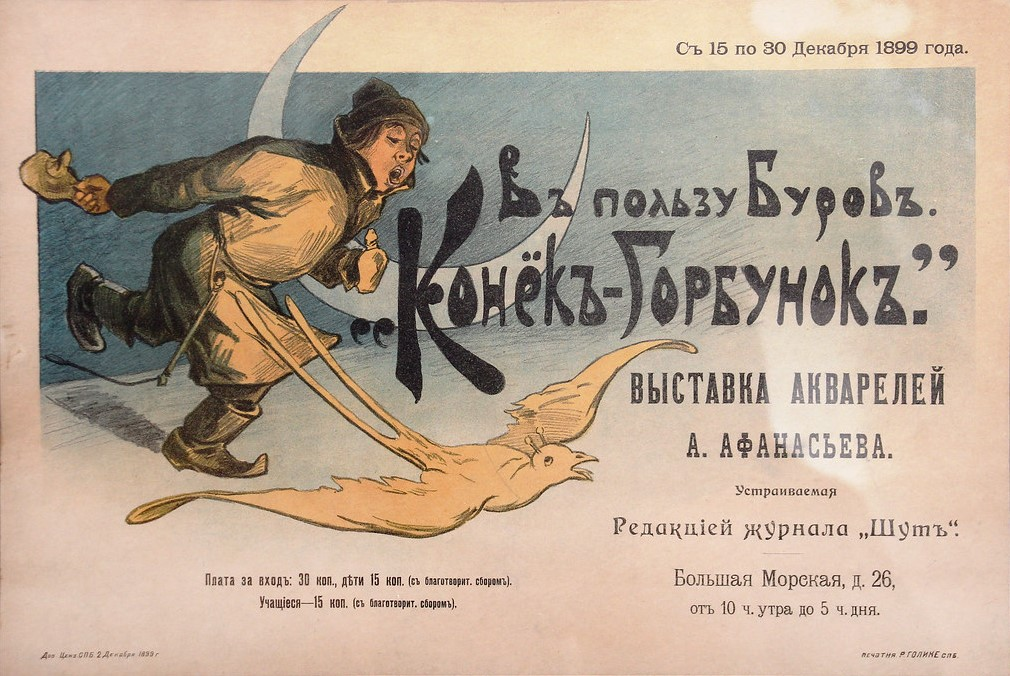
Реклама выставки А. Афанасьева с персонажами «Конька-Горбунка», 1899 г.

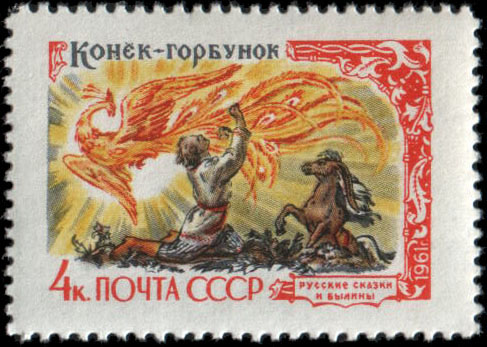
Марка СССР, 1961 г. «Конёк-Горбунок»

Ершов задумал свою сказку, когда прочитал недавно появившиеся сказки Пушкина. П. В. Анненков в своей книге «Материалы для биографии Пушкина» (1855) пересказывает свидетельство А. Ф. Смирдина о том, что «в апогее своей славы Пушкин с живым одобрением встретил известную русскую сказку г-на Ершова „Конёк-горбунок“, теперь забытую. Первые четыре стиха этой сказки <…> принадлежат Пушкину, удостоившему её тщательного пересмотра». Имеется некоторое число параллелей с народной сказкой о Сивке-Бурке.
В 1910-е годы и 1930-е годы первые четыре строки «Конька-горбунка» включались в собрания сочинений А. С. Пушкина, но позже было решено не печатать их вместе с пушкинскими произведениями, так как свидетельство А. Ф. Смирдина можно понимать скорее так, что А. С. Пушкин только отредактировал эти стихи. Кроме того, уже после смерти А. С. Пушкина П. П. Ершов заменил строку «Не на небе — на земле» на «Против неба — на земле». Высказывались сомнения в том, что он поступил бы так, если бы автором этих строк был А. С. Пушкин. Известны слова, которыми А. С. Пушкин наградил автора «Конька-горбунка»: «Теперь этот род сочинений можно мне и оставить».
Произведение «Конёк-горбунок» — народное, почти слово в слово, по сообщению самого автора, взятое из уст рассказчиков, от которых он его слышал. П. П. Ершов только привёл его в более стройный вид и местами дополнил. Отрывок из «Конька-горбунка» появился в 1834 году в журнале «Библиотека для чтения». В том же году сказка вышла отдельным изданием, но с поправками по требованию цензуры.
А. С. Пушкин с похвалой отозвался о «Коньке-горбунке». В 1843 году после выхода третьего издания «Конёк-горбунок» был полностью запрещён цензурой и 13 лет не переиздавался. По свидетельству П. В. Анненкова (см. выше), к середине 1850-х годов сказка была забыта.
В 1856 и 1861 годах П. П. Ершов подготовил новые издания сказки, восстановив цензурные пропуски и существенно переработав текст. Своеобразный слог, народный юмор, удачные и художественные картины (в том числе конный рынок, земский суд у рыб и городничий) сделали эту сказку широко известной и любимой в народе. К концу XIX века «Конёк-горбунок» уже стал классикой детского чтения, постоянно переиздавался и иллюстрировался. Наиболее известная дореволюционная версия иллюстраций — серия художника А. Ф. Афанасьева, сказка с ними была впервые опубликована в журнале «Шут» в 1897—1898 годах (данная серия вышла также на дореволюционных открытках).

## Сюжет

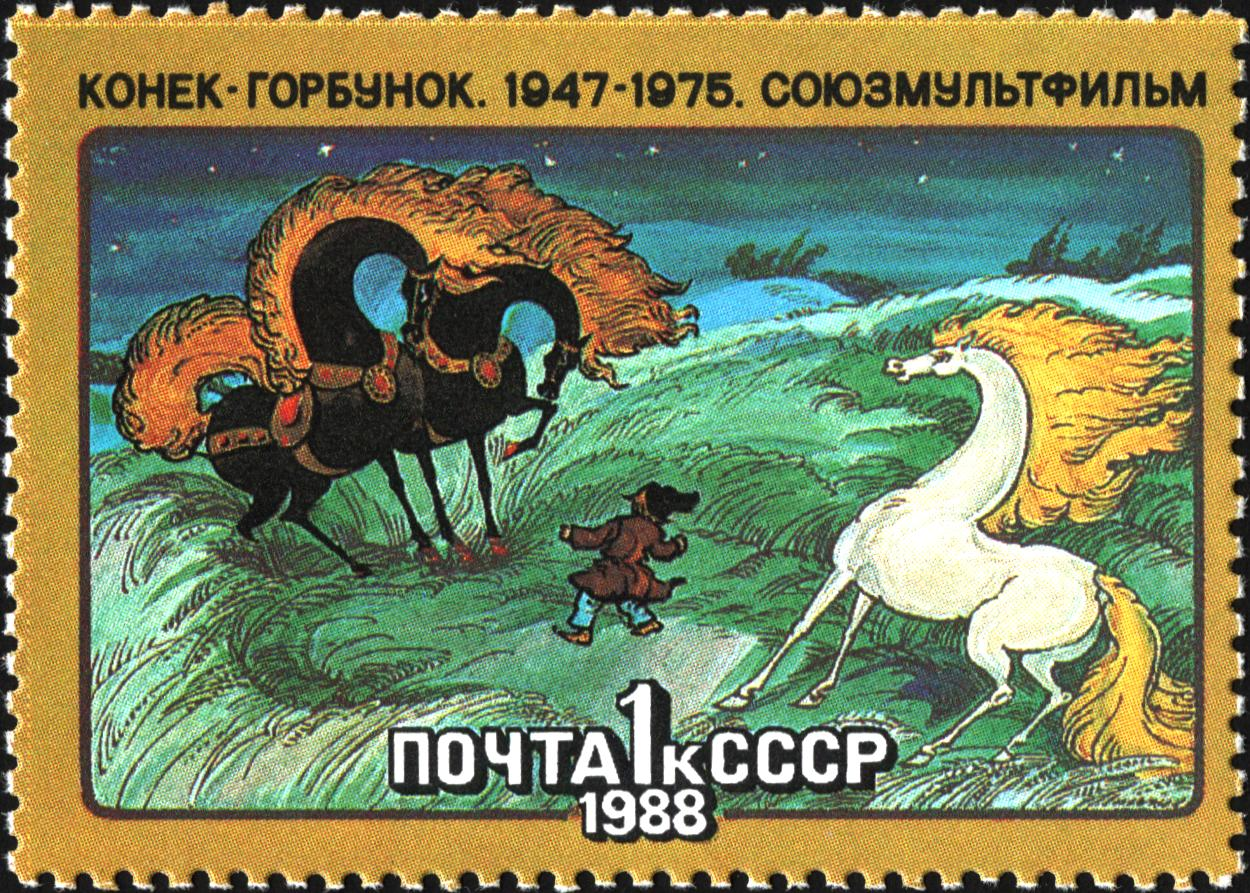
Почтовая марка СССР, 1988 год

### Часть первая

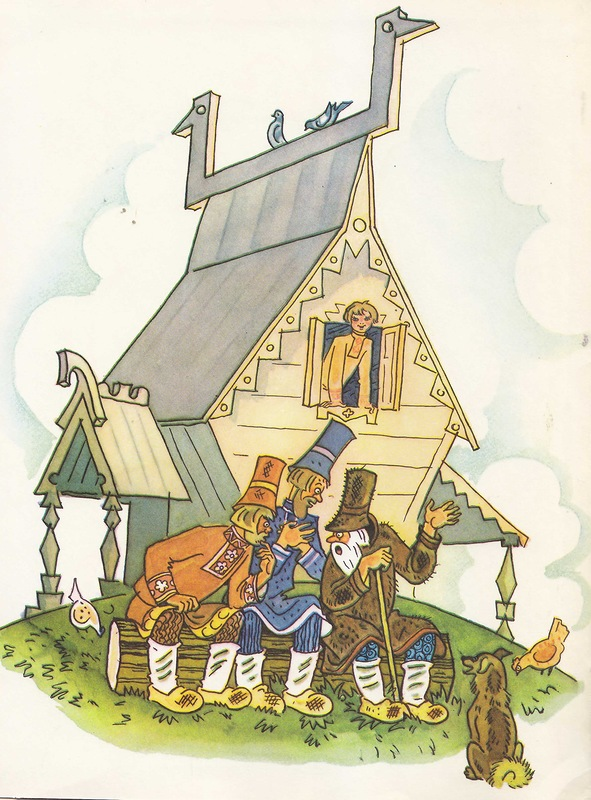
Отец и сыновья. Иллюстрация Дмитрия Брюханова

В одном селе живёт крестьянин по имени Пётр. У него три сына: старший Данила — умный; средний Гаврила — «и так, и сяк», а младший Иван — дурак. Братья выращивают пшеницу, отвозят её в столицу на продажу. И вот однажды случилось беда: кто-то по ночам начинает вытаптывать посевы. Братья решают дежурить по очереди в поле, чтобы поймать вредителя. Старший и средний братья, испугавшись соответственно ненастья и холода, уходят с дежурства, ничего не выяснив.

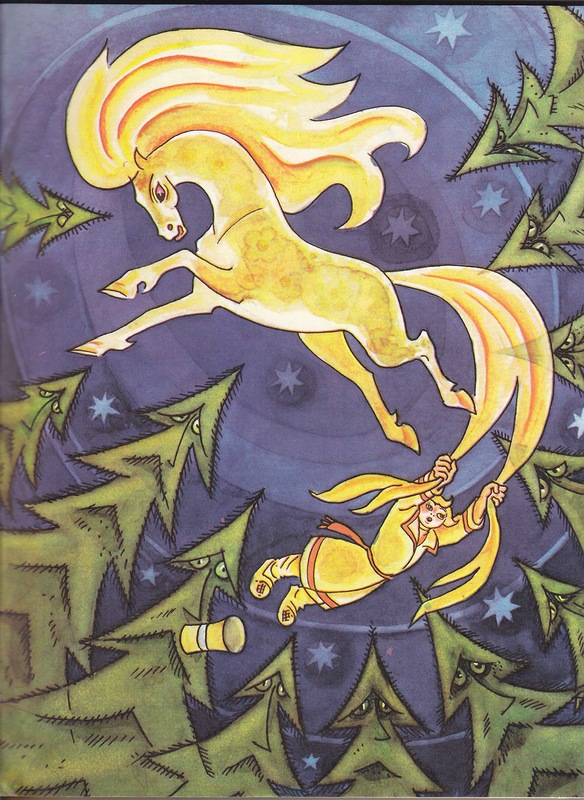
Иван на кобылице. Иллюстрация Дмитрия Брюханова

Младший брат в полночь видит белую кобылицу с длинной золотой гривой. Ивану удаётся вспрыгнуть кобылице на спину, и она пускается вскачь. Не сумев сбросить с себя Ивана, кобылица просит отпустить её, обещая родить ему трёх коней: двух — красавцев, которых Иван, если захочет, может продать, а третьего — конька «ростом только в три вершка, на спине с двумя горбами да с аршинными ушами», которого нельзя отдавать никому ни за какие сокровища, потому что он будет Ивану лучшим товарищем, помощником и защитником. Иван соглашается и отводит кобылицу в пастушеский балаган, где спустя три дня последняя и рожает ему трёх обещанных коней.
Через некоторое время Данила, случайно зайдя в балаган, видит там двух прекрасных золотогривых коней. Данила и Гаврила тайком от Ивана уводят коней в столицу, чтобы продать. Вечером того же дня Иван, придя в балаган, обнаруживает пропажу и сильно огорчается. Конёк-горбунок объясняет Ивану, что произошло, и предлагает догнать братьев. Иван садится на конька верхом, и они мгновенно их настигают. Братья, оправдываясь, объясняют свой поступок бедностью.
Иван соглашается продать коней, и все вместе они отправляются в столицу. Остановившись в поле на ночлег, братья неожиданно замечают вдали огонёк. Данила посылает Ивана принести огоньку, чтобы «курево развесть», хотя втайне братья надеются, что Иван не вернётся обратно. Последний опять садится на конька, подъезжает к огню и видит что-то странное: «чудный свет кругом струится, но не греет, не дымится». Конёк объясняет Ивану, что это — перо Жар-птицы, и не советует подбирать его, так как оно принесёт ему (то есть Ивану) много неприятностей. Последний не слушается совета, подбирает перо, кладёт его в шапку и, возвратившись к братьям, умалчивает о своей находке.
Приехав утром в столицу, братья выставляют коней на продажу в конный ряд. Коней видит городничий и немедленно отправляется с докладом к царю. Городничий так расхваливает замечательных коней, что царь тут же едет на рынок и покупает их у братьев. Царские конюхи уводят коней, но те сбивают их с ног и возвращаются к Ивану. Видя это, царь предлагает Ивану службу во дворце — назначает его начальником царских конюшен. Последний соглашается и отправляется во дворец. Его братья же, получив деньги и разделив их поровну, едут домой, оба женятся и спокойно живут, вспоминая Ивана.

### Часть вторая

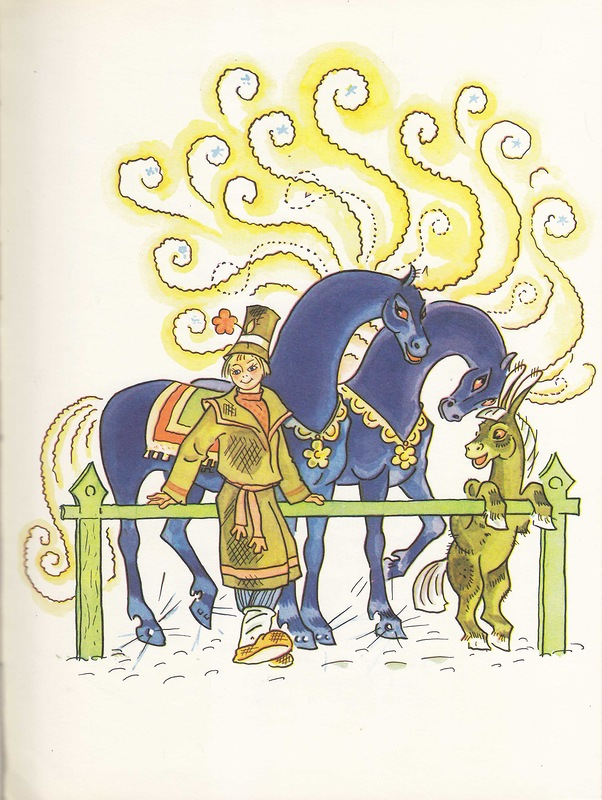
Иван и его кони. Иллюстрация Дмитрия Брюханова

Иван служит в царской конюшне. Однако через некоторое время царский спальник — боярин, который был до Ивана начальником конюшен и теперь решил во что бы то ни стало выгнать его из дворца, замечает, что Иван коней не чистит и не холит, но тем не менее они всегда накормлены, напоены и вычищены. Решив выяснить, в чём тут дело, спальник пробирается ночью в конюшню и прячется в стойле.
В полночь в конюшню входит Иван, достаёт из шапки завёрнутое в три тряпицы перо Жар-птицы и при его свете начинает чистить и мыть коней. Закончив работу, накормив их и напоив, Иван тут же в конюшне и засыпает. Спальник же, выбравшись из укрытия и подойдя к Ивану, похищает перо Жар-птицы, отправляется к царю и докладывает ему, что Иван мало того что скрывает от него драгоценное перо Жар-птицы, но и якобы хвастается, что может достать и саму Жар-птицу.
Царь тут же посылает за Иваном и требует, чтобы последний достал ему Жар-птицу. Иван утверждает, что ничего подобного он не говорил, однако, видя гнев царя, идёт к коньку-горбунку и рассказывает о своём горе. Конёк вызывается помочь Ивану.
На следующий день, по совету горбунка получив у царя «два корыта белоярова пшена да заморского вина», Иван садится на конька верхом и отправляется за Жар-птицей. Они едут целую неделю и наконец приезжают в густой лес. Посреди леса — поляна, а на поляне — гора из чистого серебра. Конёк объясняет Ивану, что сюда ночью к ручью прилетают Жар-птицы, чтобы попить воды. Он велит ему в одно корыто насыпать пшена и залить его вином, а самому влезть под другое корыто, и, когда птицы прилетят и начнут клевать пшено с вином, схватить одну из них. Иван послушно всё исполняет, и ему удаётся поймать Жар-птицу. Он привозит её царю, который на радостях награждает его новой должностью: теперь Иван — царский стремянной.

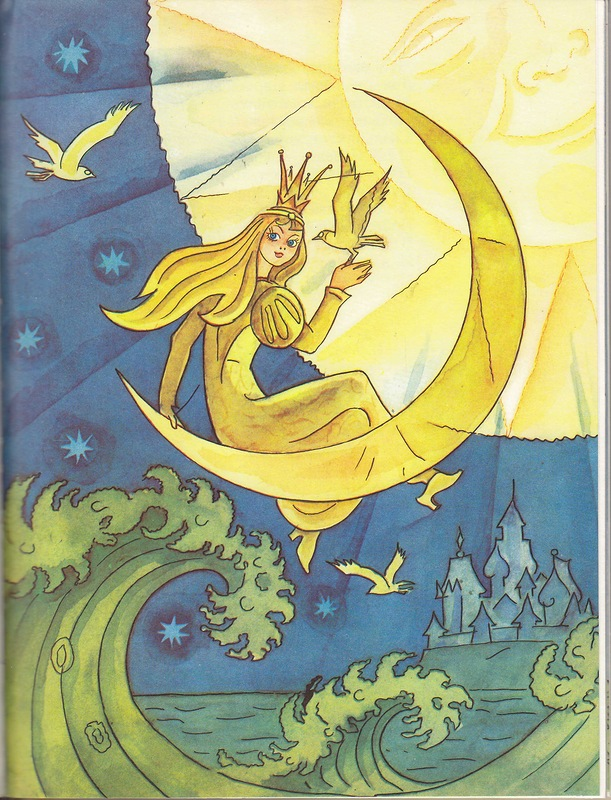
Царь-девица. Иллюстрация Дмитрия Брюханова

Спальник не оставляет мысли извести Ивана. Через 3 недели в царской кухне один из слуг рассказывает остальным сказку о прекрасной Царь-девице, которая живёт на берегу Окияна, ездит в золотой шлюпке, поёт песни и играет на гуслях, а кроме того, она — родная дочь Месяца и сестра Солнца. Спальник тут же отправляется к царю и докладывает ему, что будто бы слышал, как Иван хвастался, будто может достать Царь-девицу. Царь, который не прочь жениться на вышеупомянутой, посылает Ивана за ней. Иван идёт к коньку, и тот опять вызывается помочь ему. Для этого нужно попросить у царя два полотенца, шитый золотом шатёр, обеденный прибор и разных сластей.
Наутро, получив всё необходимое, Иван садится на конька и отправляется за Царь-девицей. Они едут целую неделю и наконец приезжают к Окияну. Конёк велит Ивану раскинуть шатёр, расставить на полотенце обеденный прибор, разложить сласти, а самому спрятаться за шатром и, дождавшись, когда царевна войдёт в шатёр, поест, попьёт и начнет играть на гуслях, вбежать в шатёр и её схватить. Но во время пения Царь-девицы Иван неожиданно засыпает. Поймать её удалось лишь на следующий день.
Когда все вернулись в столицу, царь, увидев Царь-девицу, предлагает ей завтра же обвенчаться. Однако та требует, чтобы ей достали со дна Окияна её перстень. Царь тут же посылает за Иваном, отправляет его за Окиян за перстнем и даёт ему на выполнение этого приказа всего три дня, а Царь-девица просит его по пути заехать поклониться её матери — Месяцу и брату — Солнцу.

### Часть третья
На другой день Иван с коньком-горбунком снова отправляются в путь. Подъезжая к Окияну, они видят, что поперёк него лежит огромный кит, у которого «на хвосте сыр-бор шумит, на спине село стоит». Узнав о том, что путники направляются к Солнцу во дворец, кит просит их узнать, за какие прегрешения он так страдает. Иван обещает ему это, и путники едут дальше.
Вскоре они подъезжают к терему Царь-девицы, в котором по ночам спит Солнце, а днём отдыхает Месяц. Иван входит в терем и передаёт Месяцу привет от Царь-девицы. Месяц очень рад получить известие о пропавшей дочери, но, узнав, что царь собирается жениться на ней, сердится и просит Ивана передать ей его слова: её мужем станет не старик, а молодой красавец. На вопрос Ивана о судьбе кита Месяц отвечает, что десять лет назад этот кит проглотил три десятка кораблей, и если он освободит их, то будет прощён и отпущен в море.
Иван едет обратно на коньке, подъезжает к киту и передаёт ему слова Месяца. Крестьяне, поселившиеся на спине кита, спешно покидают село, а кит отпускает на волю корабли. Вот он наконец свободен и спрашивает Ивана, чем он может услужить ему. Иван просит его достать со дна Окияна перстень Царь-девицы. Кит посылает осетров обыскать все моря и найти перстень. Те сообщают, что только один Ёрш знает, где он находится.

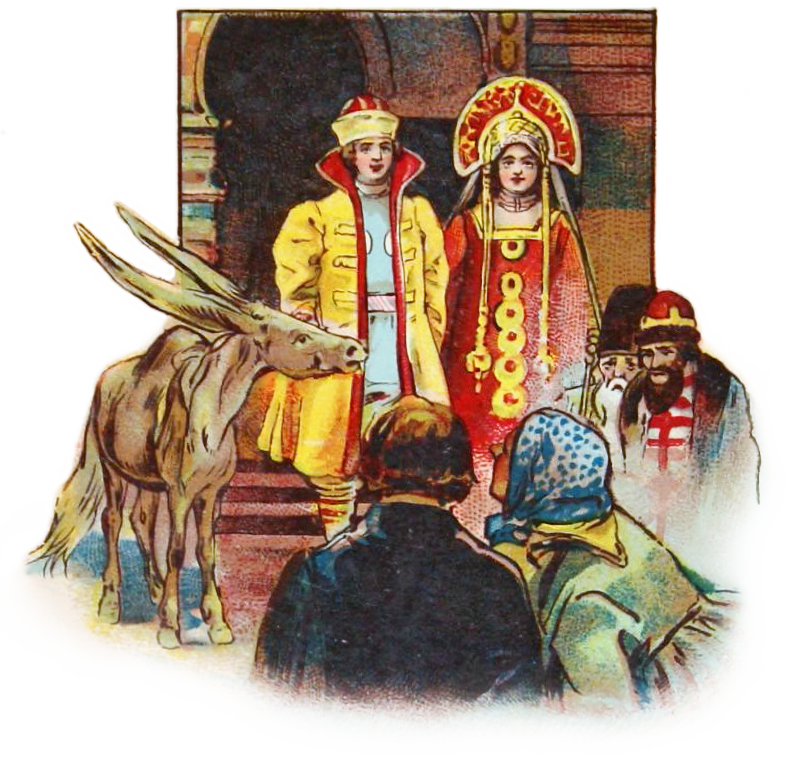
Свадьба Ивана и Царь-девицы. Иллюстрация Николая Богатова

Наконец после долгих поисков найден сначала Ёрш, а после и сундучок с перстнем, однако последний оказался таким тяжёлым, что Иван не смог его поднять. Конёк же легко водружает сундучок на себя, и они возвращаются в столицу. Царь подносит Царь-девице перстень, однако она опять отказывается выходить за него замуж, говоря, что царь слишком стар для неё, и предлагает ему средство, при помощи которого ему удастся помолодеть: нужно поставить три больших котла: один — с холодной водой, другой — с горячей, а третий — с кипящим молоком и искупаться поочерёдно во всех трёх котлах: в третьем, в втором и первом.
Царь тотчас зовёт Ивана и требует, чтобы он первым всё это проделал. Иван сопротивляется, но царь угрожает ему пытками в случае неподчинения. Конёк-горбунок признаёт, что это самое сложное испытание, но и тут обещает Ивану свою помощь: он махнёт хвостом, макнёт мордой в котлы, два раза прыснет на Ивана, громко свистнет — а уж после этого Иван может смело прыгать сначала в молоко, потом в кипяток и в холодную воду. Всё так и происходит, и в результате Иван становится писаным красавцем.
Увидев это, царь тоже прыгает в кипящее молоко, но с другим результатом: «бух в котёл — и там сварился». Народ признаёт Царь-девицу своей царицей, а преобразившийся Иван женится на ней. Все приветствуют царя с царицей, а во дворце гремит свадебный пир.

## Источник сюжета

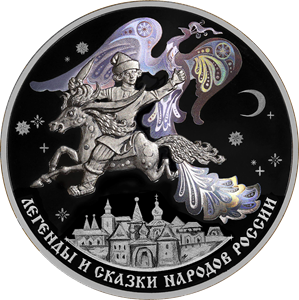
Монета Банка России — Серия: Легенды и сказки народов России: Конек-Горбунок

Образ Конька-горбунка является обработкой ряда сказочных сюжетов, некоторые из которых, вероятно, были услышаны в Сибири. П. П. Ершов использовал в произведении множество народных сказочных сюжетов («Сказка об Иване-дураке», «Сивка-Бурка», «Жар-птица», «Василиса-царевна» и др.).
Известна норвежская народная сказка с практически идентичной сюжетной линией. Сказка называется «Семь жеребят» (норв. De syv folene). В норвежской сказке говорится о трёх сыновьях, которые должны были пасти волшебных коней короля; награда за выполненное поручение — прекрасная принцесса. В этом поручении младшему сыну помогает волшебный жеребёнок, разговаривающий человеческим языком. Подобные сюжеты есть в словацком, белорусском, украинском (в частности, закарпатском) фольклоре.
Сюжет сказки является распространённым в других культурах, а корни уходят в восточные сказки. Старейшие варианты встречаются в «Приятных ночах» Страпаролы и «Пентамероне» Базиле. В древнеегипетской сказке «Обречённый принц» также присутствует эпизод «допрыгивания» героя до принцессы в высокой башне.
В сборнике «Чувашские сказки» (1937) опубликована сказка со схожим сюжетом «Иван и дочь Водяного», записанная в 1919 году в селе Слак-Баш Бижбулякского района Башкирской АССР.
Среди русских народных сказок подобных «Коньку-горбунку» до XIX века не встречалось, но под влиянием ершовской сказки со второй половины XIX века этнографы уже записывали такие же сюжеты. В то же время в целом ряде народных сказок встречаются похожие мотивы, образы и сюжетные ходы: есть сказки о Жар-птице, необыкновенном коне Сивке-Бурке, о таинственных налётах на сад, о том, как доставали дряхлому царю молодую жену.

## «Конёк-горбунок» и цензура
Сказку пытались запретить несколько раз. Из первого издания 1834 года по требованию цензуры было исключено всё, что могло быть интерпретировано как сатира в адрес царя или церкви. В 1843 году сказка была запрещена к переизданию полностью и в следующий раз была опубликована только 13 лет спустя. Советская цензура также имела претензии к этому произведению. В 1922 году «Конёк-горбунок» был признан «недопустимым к выпуску» из-за следующей сцены:

Царь умылся, нарядился

И на рынок покатился;

За царём — стрельцов отряд.

Вот он въехал в конный ряд.

На колени все тут пали

И «ура» царю кричали.

В 1934 году в разгар коллективизации цензоры усмотрели в книжке (тогда ей исполнилось 100 лет) «историю одной замечательной карьеры сына деревенского кулака». Уже в постсоветской России, в 2007 году татарские активисты потребовали проверить книгу на экстремизм из-за высказываний царя, в которых существительное «татарин» употребляется в качестве ругательного слова:

В силу коего указа

Скрыл от нашего ты глаза

Наше царское добро —

Жароптицево перо?

Что я — царь али боярин?

Отвечай сейчас, татарин!

Однако экспертиза не потребовалась, поскольку сказка, по заявлению Минюста, — это классика.

## Версия об авторстве Пушкина
С 1993 года в российской печати начали появляться публикации, авторы которых (далее для краткости именуемые ревизионистами) критикуют традиционную версию авторства и высказывают предположение, что действительным автором поэмы был А. С. Пушкин. Среди ревизионистов наиболее известны литературовед-пушкинист Александр Лацис, поэт и культуролог Вадим Перельмутер, критик Владимир Козаровецкий, лингвисты Леонид и Розалия Касаткины и другие. Лацис перечислил свои основные аргументы в статье «Верните лошадь», помещённой в пушкинской газете «Автограф» (1997 год); позднее расширенный вариант статьи был издан в виде книги (2002). После смерти Лациса (1999) его позицию активно защищает Владимир Козаровецкий, версию поддержали также писатель Кир Булычёв (Игорь Можейко) и профессор Донецкого университета филолог Александр Кораблёв.
Сторонники «пушкинской версии» выдвигали следующие аргументы для обоснования своей позиции:
1. По традиционной версии, П. П. Ершов написал сказку в 18 лет (2300 строк), хотя до этого ничего не сочинял. Позднее П. П. Ершов публиковал и другие поэмы, но их художественный уровень крайне низок и не идёт ни в какое сравнение с классическим «Коньком-горбунком».
2. По своему стилю и стихотворному размеру, лёгкости и музыкальности языка поэма чрезвычайно близка к «Сказке о царе Салтане» и другим пушкинским сказкам. Присутствуют даже точные цитаты из А. С. Пушкина: «остров Буян», «царь Салтан», «пушки с крепости палят», «гроб в лесу стоит, в гробе девица лежит», «А теперича молись // Да спокойно спать ложись»[20].
3. Черновиков рукописи поэмы не сохранилось. П. П. Ершов зачем-то уничтожил оригинальную рукопись «с пушкинскими пометками» и свой дневник тех лет. Экземпляры поэмы, принадлежавшие П. П. Пушкину, В. А. Жуковскому, А. Ф. Смирдину и О. И. Сенковскому, не содержат дарственной надписи, хотя все они активно содействовали изданию поэмы. Как уже отмечено выше, пушкинист П. В. Анненков, сославшись на издателя А. Ф. Смирдина, сообщил (в 1855 году), что первые четыре стиха сказки «принадлежат Пушкину, удостоившему её тщательного просмотра». В архивном фонде А. Ф. Смирдина имеется запись: «Пушкин… Заглавие и посвящение „Конька-горбунка“».
4. В 1856 и потом в 1861 году П. П. Ершов опубликовал новое, переработанное издание поэмы, причём, по мнению ревизионистов, внесённые им неумелые поправки существенно испортили текст и ясно показали, что П. П. Ершов не мог быть автором поэмы (в книге Козаровецкого[19] приводится обширный список таких изменений к худшему). Поэтому была опубликована (и выдержала три издания) реконструкция, которую ревизионисты считают оригинальным пушкинским текстом[21].
5. В пушкинской библиотеке сказка хранилась на полке, предназначенной для различных литературных мистификаций, анонимных и псевдонимных изданий.
6. Лингвисты Касаткины отметили в «Коньке-горбунке» отражение знакомых А. С. Пушкину (но не П. П. Ершову) псковских диалектизмов[22].

Большинство литературоведов признаёт «Конька-горбунка» произведением П. П. Ершова, ссылаясь на свидетельства как современников, так и самого писателя, и считает перечисленные аргументы неубедительными. В частности, они указывают на слабую сторону версии ревизионистов: непонятно, зачем А. С. Пушкину понадобилась подобная мистификация, лишавшая его гонорара и славы авторства первоклассной поэмы. Ревизионисты высказывали различные спорные гипотезы на этот счёт — проиграл в карты, задумал озорной розыгрыш, решил помочь безденежному П. П. Ершову, хотел избежать строгостей цензуры (скрыв рассеянные в поэме политические намёки), придумал способ получить заработок, о котором не знала бы жена (хотя гонорар П. П. Ершова значительно меньше пушкинских) и т. п. Основная версия ревизионистов — это скрытые в поэме намёки на притязания царя Николая на молодую жену (жар-птицу) А. С. Пушкина, поэтому от своего имени А. С. Пушкин не смог бы издать это произведение. Очевидный символизм образов сказки — «чудо-юдо рыба кит», проглотивший 30 кораблей (декабристы), и множество иных аллегорий могут быть поняты только сквозь призму отношений между самим А. С. Пушкиным, царём и самодержавием, женой А. С. Пушкина и царём.
Критика ревизионистов содержится также в статье Геннадия Крамора. Иван Пырков отметил заметные в сказке оригинальную образность П. П. Ершова, не всегда точные рифмы (в отличие от пушкинских), симбиоз по-научному строгого построения мира сказки и импровизации и назвал попытки усмотреть в сказке всецелое авторство А. С. Пушкина «малоубедительными»:135—136.

## В произведениях искусства

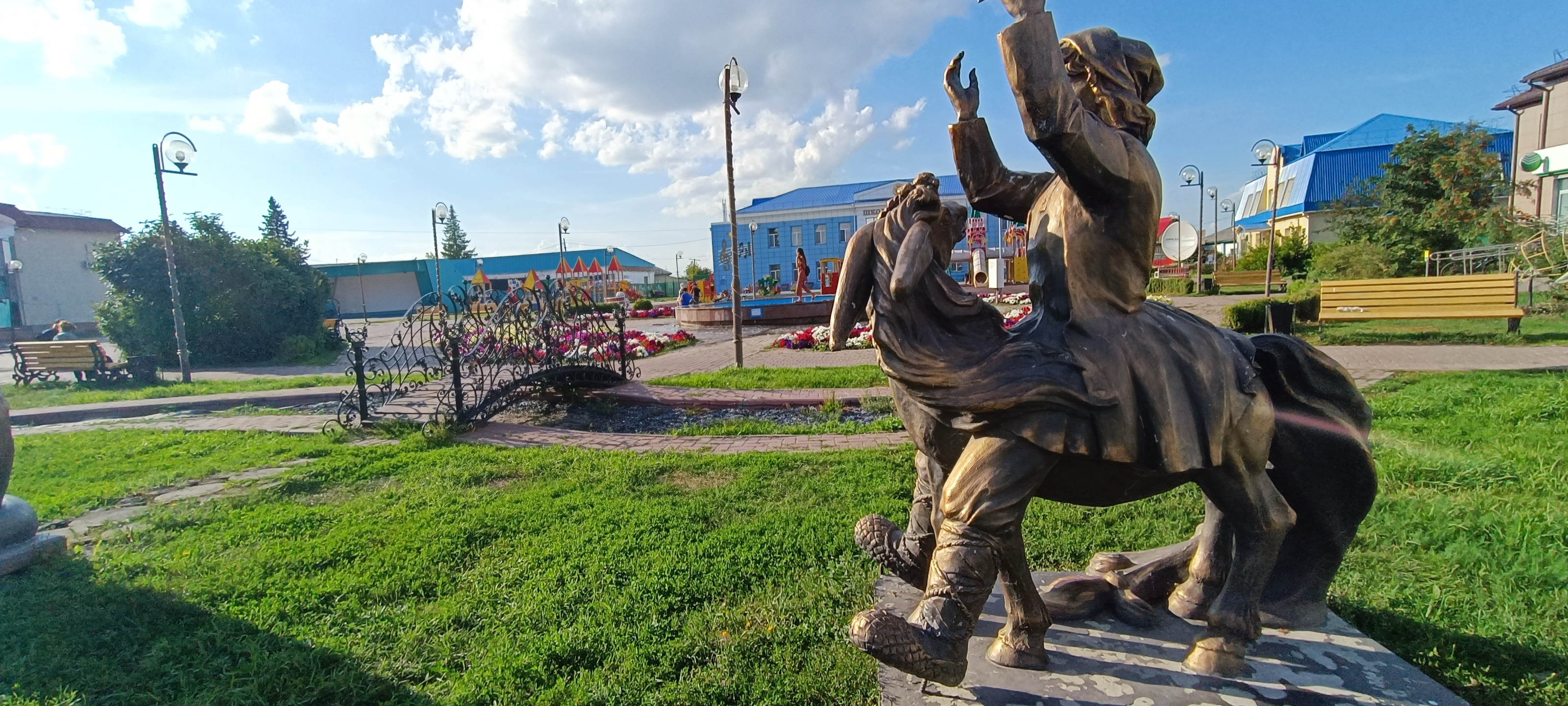
Памятник Коньку-Горбунку в Ишиме Тюменской области

### Кино
В СССР по сказке был выпущен диафильм, сняты художественный фильм (1941), мультфильм (1947/1975) и музыкальный телеспектакль (1986), а в конце 1980-х на основе сюжета сказки была создана видеоигра. Также существует десятиминутная экранизация, серия японского мультсериала «Manga Sekai Mukashi Banashi».
В феврале 2021 года в широкий прокат вышел фильм «Конёк-Горбунок» в жанре фэнтези, снятый режиссёром Олегом Погодиным. В главных ролях: Павел Деревянко, Антон Шагин, Паулина Андреева и Михаил Ефремов.

### Балеты
- Конёк-горбунок (балет Пуни) (1864 г.) Написанный капельмейстером Мариинского театра Цезарем Пуни. Впоследствии каждый новый постановщик в него вносились поправки и дополнения в партитуру. К середине XX века «Конёк-горбунок» представлял собой эклектическое музыкальное полотно, с использованием музыки, помимо Ц. Пуни, — Ф. Листа, А. К. Глазунова, И. Брамса, М. И. Глинки, П. И. Чайковского[31].
- Конёк-горбунок (балет Щедрина) (1958 г.)

### Рок-н-ролльная сказка
- Рок-Синдром — Конёк-горбунок (альбом) (2016 год)[32].